# Durchkopplung
Als Durchkopplung wird in der Sprachwissenschaft ein Determinativkompositum bezeichnet, dessen Erstglied aus einer Koordination mindestens zweier freier Morpheme besteht, beispielsweise Input-Output-Funktion, Süß-sauer-Gericht oder Ost-West-Gespräche. In der amtlichen Regelung der deutschen Rechtschreibung aus dem Jahr 2024 wird in § 81 die Bezeichnung Durchkopplungsbindestrich verwendet und behandelt.
Durchkopplung als Bezeichnung für eine Schreibweise bedeutet also, dass bei einem aus mehr als zwei Teilwörtern zusammengesetzten Substantiv Bindestriche zwischen allen Teilwörtern gesetzt werden, auch wenn manche von ihnen näher zusammengehören als andere (z. B. ein Konzert von Tom Jones wird zu einem Tom-Jones-Konzert, eine Etappe der Tour de France zu einer Tour-de-France-Etappe).

## Geschichte
Im Duden von 1991 lautete die Rechtschreibregel 41 (R 41): „In einer Aneinanderreihung aus einem Grundwort und mehreren Bestimmungswörtern werden alle Wörter durch Bindestriche verbunden (durchgekoppelt).“ Auch der für die Reform der deutschen Rechtschreibung von 1996 aktualisierte Duden enthält das Verb durchkoppeln in der 21. Auflage von 1996 in Regel 28: „In einer Aneinanderreihung werden alle Wörter durch Bindestriche verbunden (durchgekoppelt). Als Aneinanderreihungen gelten Zusammensetzungen aus Wortgruppen wie in den folgenden Beispielen <§ 44>.“

## Anwendung
Im Deutschen werden Komposita normalerweise in einem Wort zusammengeschrieben. So wird aus den Wörtern Rindfleischetikettierung und Verordnung das Kompositum Rindfleischetikettierungsverordnung gebildet – dabei ist Rindfleischetikettierung, welches selbst ein Kompositum aus Rind, Fleisch und Etikettierung ist, das Bestimmungswort und Verordnung das Grundwort.
Besteht die Bestimmung jedoch aus einer Gruppe von mehreren Wörtern, Zahlen oder Einzelbuchstaben, die sonst in der Regel durch Leerzeichen getrennt sind, so werden zur Bildung des Kompositums alle einzelnen Bestandteile durch Bindestriche verbunden (durchgekoppelt). Das erste Wort des Kompositums (sofern es sich bei dem Kompositum um ein Substantiv handelt) sowie substantivische Bestandteile werden dabei in der Regel großgeschrieben.
Beispiele: Harry-Potter-Roman, Johann-Sebastian-Bach-Straße, Peer-to-Peer-Client, Conditio-sine-qua-non-Formel, Deutsche-Bank-Filiale, 450-Euro-Job, 2-kg-Packung, K.-o.-Schlag, In-den-Tag-hinein-Leben, aber: y-Achsen-Abschnitt, c-Moll-Tonleiter, pH-Wert-Bestimmung, i-Tüpferl-Reiter.
Einige dieser Beispiele zeigen, dass fachsprachliche Konventionen und andere Besonderheiten mitunter eine Abweichung von der Grundregel erzwingen, dass substantivische Komposita mit einem Großbuchstaben beginnen.
Die Durchkopplung ist auch bei Bestimmungen erforderlich, die aus mit und verbundenen Substantiven bestehen. Beispiele: Industrie-und-Handels-Kammer (die üblichere Schreibweise „Industrie- und Handelskammer“ wird allerdings vom Duden ebenfalls akzeptiert), Gewinn-und-Verlust-Rechnung, Start-und-Lande-Bahn, Blut-und-Boden-Ideologie. Weit verbreitet sind fehlerhafte Schreibungen wie Gewinn- und Verlustrechnung; so geschrieben, würde es bedeuten, dass von einer Gewinnrechnung und einer Verlustrechnung die Rede ist (= zwei Rechnungen). Tatsächlich handelt es sich bei der Gewinn-und-Verlust-Rechnung um eine Aufstellung, die den Gewinn (oder den Verlust) ermittelt.
Anwendung findet die Durchkopplung auch bei substantivisch gebrauchten Infinitiven mit mehr als zwei Bestandteilen.
Beispiele: das Zu-spät-Kommen, das In-Kraft-Treten, das Im-Schnee-Spielen, das Mit-der-Geige-Musizieren.
Viele ursprünglich im Wege der Durchkopplung gebildete Komposita sind inzwischen so etabliert, dass sie zusammengeschrieben werden und die durchgekoppelte Form befremdlich wirkt.
Beispiele: Zuspätkommen statt Zu-spät-Kommen, Inkrafttreten statt In-Kraft-Treten.

### Komposita aus Zahlen, Wörtern und Sonderzeichen
Komposita aus Zahlen, Wörtern und Sonderzeichen werden ebenfalls durchgekoppelt (100-m-Lauf). Treten neben oder zwischen Zahlen noch Sonderzeichen wie das Multiplikationszeichen auf, so werden im durchgekoppelten Kompositum die Leerzeichen zwischen Zahl und Sonderzeichen nicht durch Bindestriche ersetzt, sondern weggelassen (5%-Klausel, 9×19-mm-Patrone).

### Fremdsprachliche Begriffe
Auch Komposita, deren Bestimmung ein mehrgliedriges Fremdwort ist (beispielsweise aus dem Englischen), werden gemäß den deutschen Rechtschreibregeln durchgekoppelt. Es heißt also z. B. Macrohard-Softdot-Installationsprogramm oder Open-Source-Enzyklopädie. Dies gilt sogar dann, wenn sämtliche Zusammensetzungsbestandteile aus dem Englischen stammen, einer der Wortbestandteile aber im Deutschen häufig verwendet wird: Key-Account-Manager, Heavy-Metal-Band (neben Heavymetal-Band), Come-as-you-are-Party.

### Anführungszeichen
Steht die Bestimmung in Anführungszeichen, wird die Durchkopplung ausgelassen (Beispiel: „Auferstanden aus Ruinen“-Hymne). Diese Schreibweise wird vor allem bei Zitaten oder Werktiteln angewendet. Mitunter wird die Durchkopplung auch ausgelassen, wenn die Bestimmung in einem anderen Schriftschnitt steht (z. B. Harry Potter-Roman).

### Eigennamen
Eigennamen entsprechen häufig nicht der Rechtschreibung, z. B. Robert Bosch Stiftung, Einstein Forum, Gottfried Keller-Stiftung, Johann Wolfgang Goethe-Universität Frankfurt am Main oder Johannes Gutenberg-Universität Mainz. Im Regelwerk zur deutschen Rechtschreibung wird darauf hingewiesen, dass Eigennamen nicht an die orthographischen Regeln gebunden sind und daher deren Schreibung davon abweichen kann. In den Vorbemerkungen des Abschnitts C. Schreibung mit Bindestrich heißt es:

„Die Schreibung mit Bindestrich bei Eigennamen entspricht nicht immer den folgenden Regeln, so dass nur allgemeine Hinweise gegeben werden können. Zusammensetzungen aus Eigennamen und Substantiv zur Benennung von Schulen, Universitäten, Betrieben, Firmen und ähnlichen Institutionen werden so geschrieben, wie sie amtlich festgelegt sind. In Zweifelsfällen sollte man nach § 46 bis § 52 [also der allg. RS] schreiben.“

## Verwandte Themen
- Die fehlende Durchkopplung ähnelt den häufig fehlerhaften Leerzeichen in Komposita.